# تيري بيتي
تيري بيتي (بالإنجليزية: Terry Beatty)‏ هو كاريكاتيري أمريكي، ولد في 11 يناير 1958 في موسكاتاين في الولايات المتحدة.